# Mayville (Wisconsin)
Mayville és una població dels Estats Units a l'estat de Wisconsin. Segons el cens del 2000 tenia 4.902 habitants.

## Demografia
Segons el cens del 2000, Mayville tenia 4.902 habitants, 1.988 habitatges, i 1.329 famílies. La densitat de població era de 608,6 habitants per km².
Dels 1.988 habitatges en un 33,6% hi vivien nens de menys de 18 anys, en un 55,3% hi vivien parelles casades, en un 7,6% dones solteres, i en un 33,1% no eren unitats familiars. En el 29,8% dels habitatges hi vivien persones soles el 14,3% de les quals corresponia a persones de 65 anys o més que vivien soles. El nombre mitjà de persones vivint en cada habitatge era de 2,42 i el nombre mitjà de persones que vivien en cada família era de 3,02.
Per edats la població es repartia de la següent manera: un 25,8% tenia menys de 18 anys, un 7% entre 18 i 24, un 30,3% entre 25 i 44, un 19,4% de 45 a 60 i un 17,4% 65 anys o més.
L'edat mediana era de 38 anys. Per cada 100 dones de 18 o més anys hi havia 93,8 homes.
La renda mediana per habitatge era de 42.393 $ i la renda mediana per família de 50.789 $. Els homes tenien una renda mediana de 36.412 $ mentre que les dones 25.500 $. La renda per capita de la població era de 19.644 $. Aproximadament el 4,6% de les famílies i el 5,7% de la població estaven per davall del llindar de pobresa.

## Poblacions més properes
El següent diagrama mostra les poblacions més properes.